# Меанкиели
Меанкиели е смятан по традиция за диалект на финския език, но в последните години си е извоювал статут на отделен език.
Говори се от 40 000 – 70 000 души, живеещи в долината на река Торнио в северната част на Швеция.